# Crònica d'Enric de Livònia
La Crònica d'Enric de Livònia (llatí: Chronicon Lyvoniae) és una obra del sacerdot i cronista Enric de Livònia, que descriu esdeveniments històrics esdevinguts a Livònia (que comprenia la major part dels territoris de les actuals Estònia i Letònia) i àrees adjacents des de 1180 a 1227. Al marge d'algunes referències que apareixen a la Crònica Primària compilada pel Rus de Kíev durant el segle xii, és el compendi històric més antic sobre la història d'aquests països. Sobre molts episodis en la primera fase de cristianització dels pobles bàltics orientals, la Crònica d'Enric és la major i més important evidència que ha sobreviscut fins als nostres dies a part de la Crònica rimada de Livònia i la Crònica de Nóvgorod.

## Base històrica
Les invocacions papals per a les croades a la fi del segle xii no sols van inspirar a la devastadora Quarta Croada que va saquejar Constantinoble el 1204, també les croades bàltiques que estan menys representades en la cultura popular històrica occidental, però que van tenir més èxit a llarg termini. Abans de les croades, la regió de Livònia era un enclavament avançat, una societat pagana en què comerciants de la lliga Hanseàtica trobaven d'altres de Nóvgorod, i en què es barrejaven comerciants germànics, escandinaus i russos, compartint les seves cultures i les seves religions en un mateix espai. Els governants dels ordes militars cavallerescs liderats pels prínceps bisbes alemanys conquerien i assentaven el món bàltic per orientar-lo cap a l'òrbita occidental.

## Contingut
La Crònica d'Enric de Livònia proporciona testimonis d'uns fets de profund i incalculable valor històric i una perspicàcia, no sols en operacions militars a l'est durant un període prou convulsiu, sinó també en actituds en conflicte des del punt de vista d'un testimoni ocular; ens revela la complexitat de motius religiosos embullats en una xarxa d'objectius polítics. En un altre text contemporani, en la Crònica rimada de Livònia, el valor històric és menor, i és intencionat i essencialment creat per entretenir sota paràmetres patriòtics i cristians.
La crònica es compon de quatre llibres:
- El primer llibre, "Livònia", descriu fets entre 1186 i 1196: l'arribada del primer bisbe d'Ikšķile Meinard i el baptisme de livonians.
- El segon llibre, "Bisbe Berthold", descriu fets entre 1196 i 1198: l'arribada del segon bisbe d'Ikšķile Berthold de Hanover i la seva mort en la batalla contra els livonians prop del que més tard seria la ciutat de Riga.
- El tercer llibre, "Bisbe Alberto", descriu fets entre 1198 i 1208: l'arribada del tercer bisbe d'Ikšķile, Albert de Riga, la fundació de l'orde militar cristià dels Germans Livonians de l'Espasa, la conquesta i divisió de territoris livonians entre el bisbat de Livònia i l'orde, les guerres amb els prínceps de Polotsk i lituans, conquesta del principat de Koknese i el país dels selonians.
- El quart llibre, "Estònia", descriu els fets entre 1208 i 1226: les campanyes contra els comtats estonians, la conquesta del principat de Jersika, les guerres contra els curonians, semigalians, lituans i els prínceps de Pskov i Nóvgorod.

El manuscrit original no s'ha conservat, però n'hi ha setze còpies diferents, datades entre els segles XIV i XIX, la més antiga es coneix com a Codex Zamoscianus, escrita sobre pergamí i datada a finals del segle xiii; és una còpia incompleta, ja que el text finalitza en el capítol 23. El Codex Zamoscianus es troba conservat a la Biblioteca Nacional Polonesa de Varsòvia, Polònia.